# Желка Цвиянович
Желка Цвиянович (на сръбски: Željka Cvijanović) е босненски политик, президент на Република Сръбска от 2018 до 2022 г.

## Биография
Цвиянович е родена през 1967 г. в Теслич, Босна и Херцеговина. Преди да се заеме с политика, Цвиянович е учител по английски език. Учи във Философския факултет в Сараево, във Философския факултет в Баня Лука и в Юридическия факултет в Баня Лука. Тя е преподавател по английски език и литература и има магистърска степен по дипломатическо и консулско право от Правното училище в Баня Лука на тема „Международният и правен статут на ЕС“.
Цвиянович работи като преподавател по английски език и като старши преводач и асистент на мисията за наблюдение на ЕС в Босна и Херцеговина. След това тя е била съветник по европейска интеграция и сътрудничество с международни организации на премиера на Република Сръбска Милорад Додик, като началник на кабинетните въпроси на министър-председателя на Република Сръбска и ръководи Звеното за координация и европейска интеграция.
В парламентарния мандат 2010 – 2014 г. е експерт-външен член на Комитета за европейска интеграция и регионално сътрудничество на Народното събрание на Република Сръбска. На 29 декември 2010 г. е назначена за министър на икономиката и регионалното сътрудничество в правителството на Република Сръбска, ръководена от премиера Александър Джомбич, а на 12 март 2013 г. е назначена от президента на Република Сръбска Милорад Додик за министър-председател на Република Сръбска, като тя е първата жена на този пост.
На общите избори в Босна и Херцеговина през 2014 г. Цвиянович се кандидатира от сегашната коалиция SNSD-DNS-SPRS за сръбския член на председателството на Босна и Херцеговина.
Тя е член на СНСД, също член на Изпълнителния съвет на СНСД и на главния съвет на СНСД.
Омъжена е и има двама сина.

## Политическа кариера
От 12 март 2013 г. до 19 ноември 2018 г. е министър-председател на Република Сръбска. На 7 октомври 2018 г. е избрана за президент на Република Сръбска.